# Diospage splendens
Diospage splendens là một loài bướm đêm thuộc phân họ Arctiinae, họ Erebidae.